# Klijndijk
Klijndijk (Drents: Klijndiek) is een dorp in de provincie Drenthe (Nederland), gemeente Borger-Odoorn. Klijndijk telde (volgens informatie van de gemeente Borger-Odoorn) op 1 januari 2023 790 inwoners.
Klijndijk ligt in een bosrijke omgeving aan de rand van het Valtherbos. Tussen het dorp en het bos ligt Vakantiecentrum De Fruithof. Het dorp ligt niet ver van de N34, een kleine kilometer. Klijndijk had een openbare basisschool genaamd 't Schienvat (De Lantaren), maar deze werd in augustus 2013 wegens een dalend aantal leerlingen gesloten. Behalve een restaurant heeft Klijndijk geen eigen voorzieningen en is volledig aangewezen op Odoorn of Emmen, waar het tussenin ligt.
Klijndijk is een ontginningsdorp, genoemd naar Jasper Klijn uit Smilde, die omstreeks 1850 het initiatief nam tot de aanleg van het Oranjekanaal. Dit kanaal, dat van Smilde naar Klazienaveen loopt, werd aangelegd om het Eeserveen, het Odoornerveen en de venen bij Emmen te ontginnen. Klijndijk ligt aan een zijtak van dit kanaal: de zogenaamde Odoornerzijtak.

## Geboren in Klijndijk
- Max Douwes (1923-1998), radiomaker en televisieregisseur
- Janny Jalving (1923-2022), kunstschilderes
- Miranda Robben (1986), handbalster

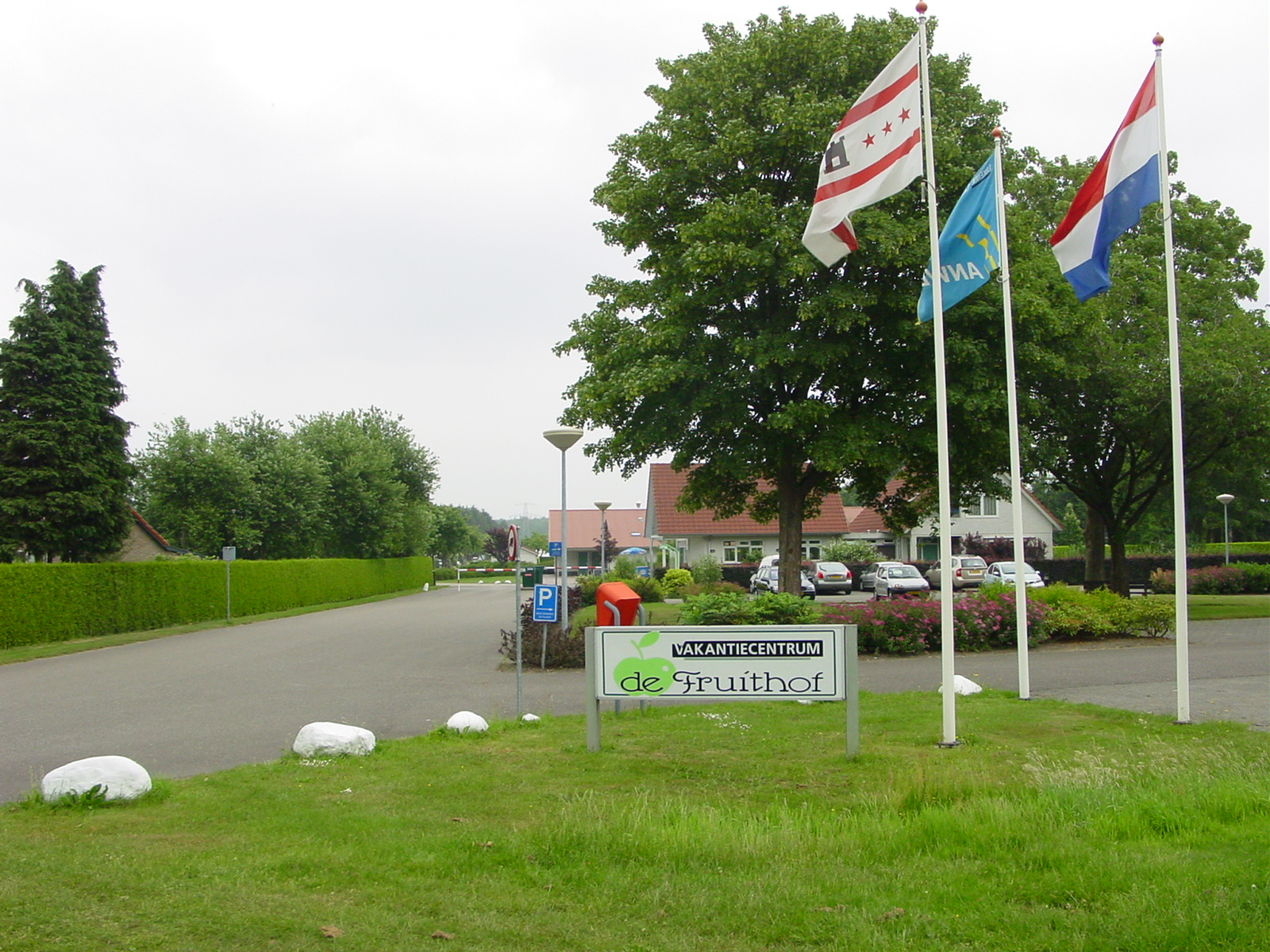
De Fruithof
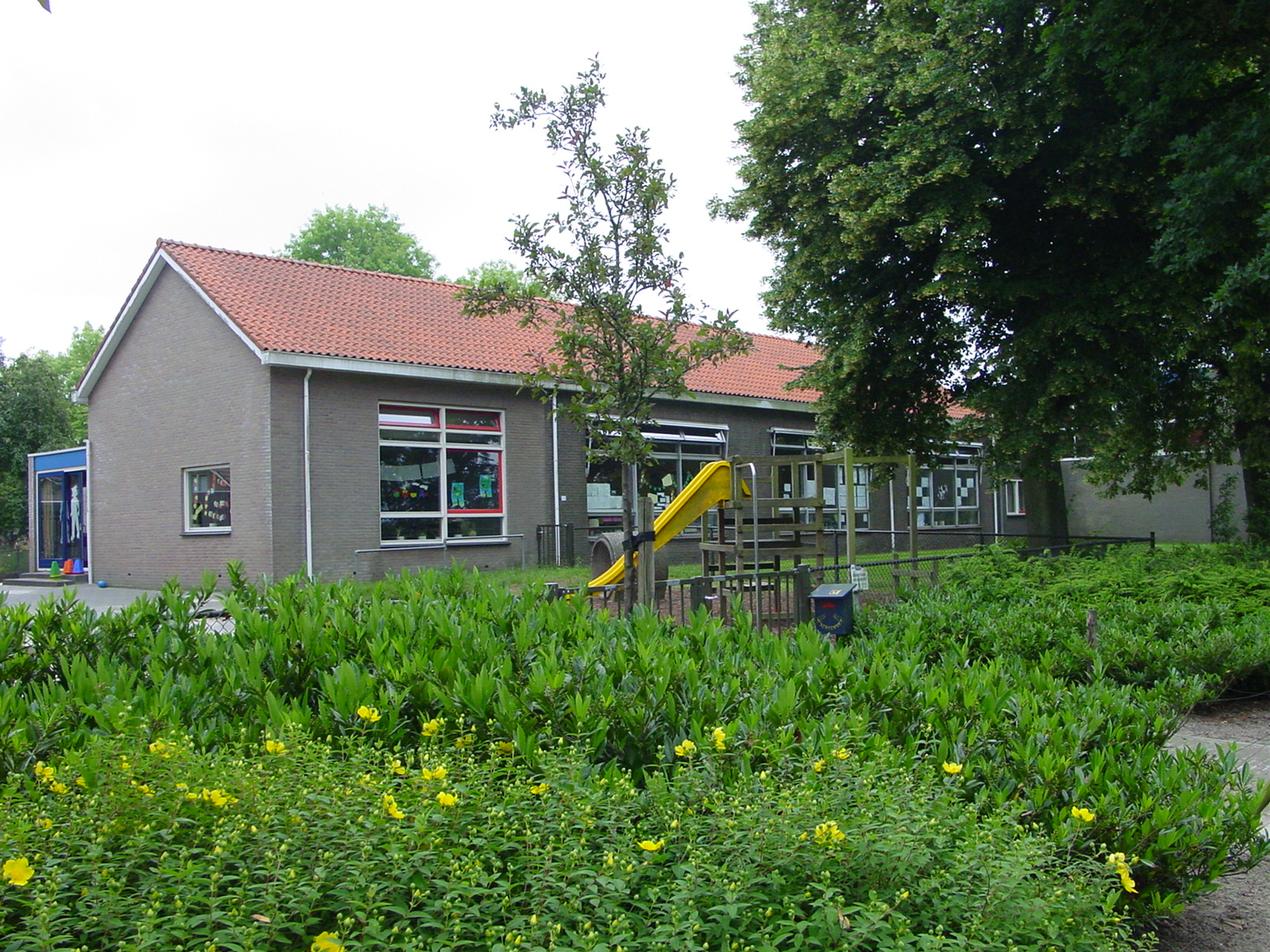
Voormalige basisschool 't Schienvat
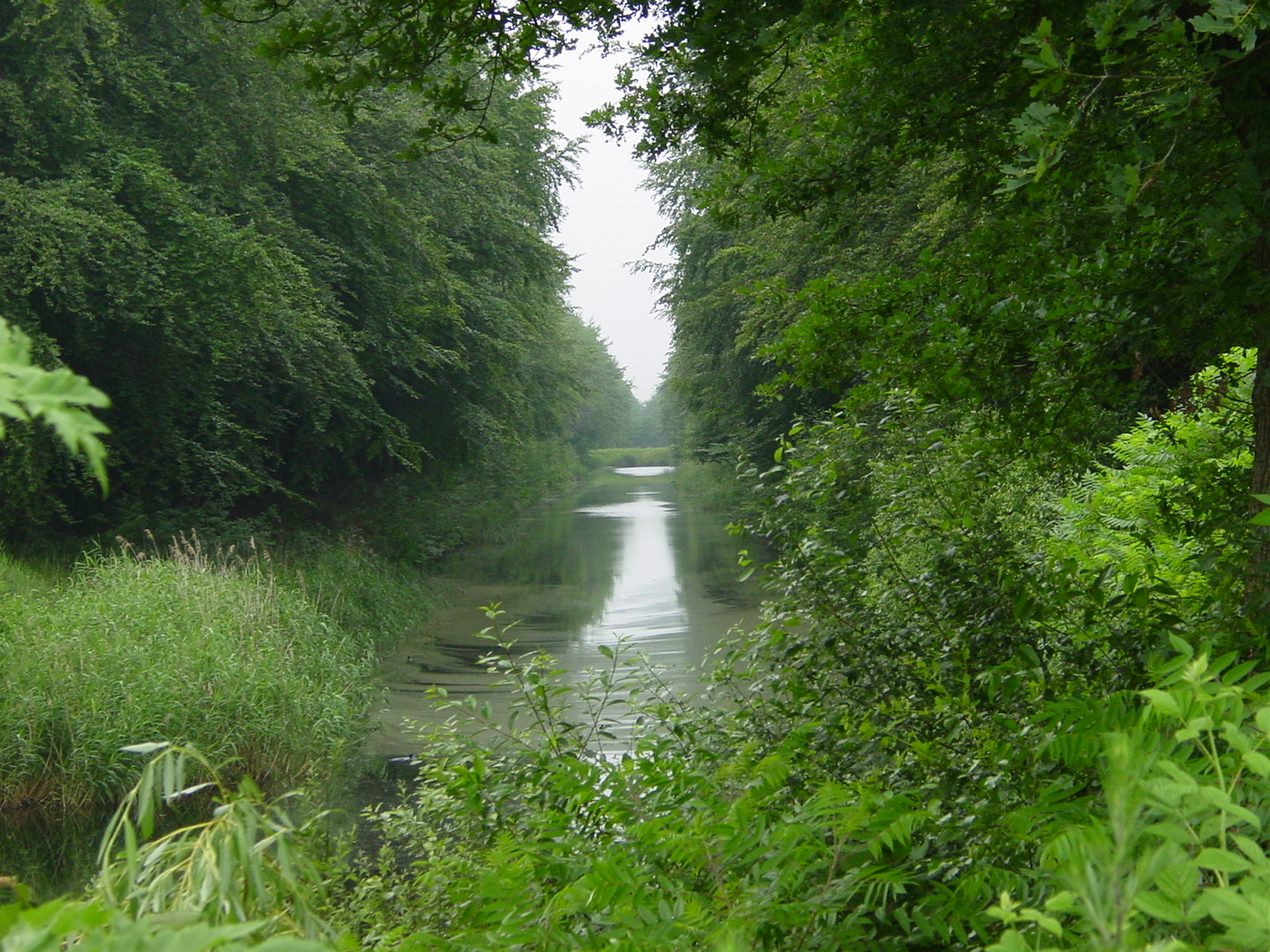
Odoornerzijtak

Drenthe: Steden en dorpen      Nederland: Provincies · Gemeenten